# ザミュエル・フォン・プーフェンドルフ

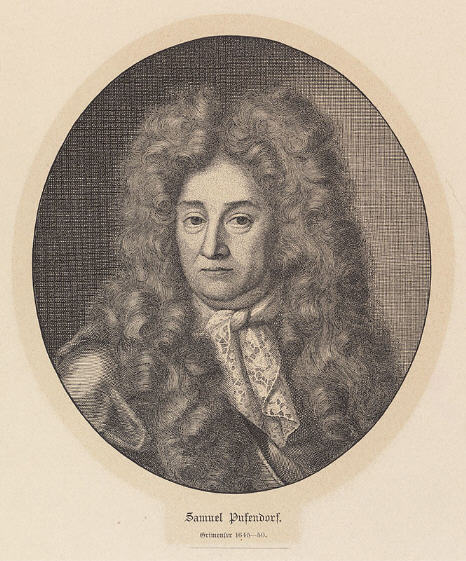
ザムエル・フォン・プーフェンドルフ

ザムエル・フォン・プーフェンドルフ（Samuel von Pufendorf、1632年1月8日 - 1694年10月13日）は、ドイツの法学者。
ザクセンのドルフケムニッツ（現在のツヴェーニッツの一部）で、牧師の子として生まれた。イェーナ大学で法学・文献学・歴史学を学んだ。1661年からハイデルベルク大学で国際法の教授を務め、1668年からスウェーデンのルンド大学の教授となった。
ウェストファリア条約で各ラントの諸侯権が確立すると、普遍的な「書かれた理性」たるローマ法はその権威を失墜し、新たな「理性法」が要求された。この要求に対し、プーフェンドルフは世俗的自然法論を展開した。
彼はトマス・ホッブズと同様に「自己保存本能」を出発点としたが、人間の無力さゆえに他人の助力を要するとして、「自然状態」は家族結合のような社会関係であるとし、完全な闘争状態を否定した。しかし、この自然状態が宗教的な内面の良心に依るだけでは不安定であり、それゆえに社会契約によって国家を形成し、その権力によって平和と安全…国民の福祉を実現するべきであると説いた。
このような自然法論は、人間の本性から論証していくという点でグロティウス自然法論の世俗化をもたらし、三十年戦争後の皇帝権・教皇権衰退の下で、諸侯に有利な国家論を基礎付けるに至った。
プーフェンドルフの見解はザムエル・シュトリクにより、「パンデクテンの現代的慣用」の名の下に、司法実務に根付いた。

## 日本語訳
- 『自然法にもとづく人間と市民の義務』 (近代社会思想コレクション) 前田俊文訳. 京都大学学術出版会, 2016.9

## 著作
・Elementa jurisprudentiae universalis，1660
・De jure naturae et gentium，libri octo，1672
・ De Officio Hominis et Civis juxta Legem Naturalem Libri Duo 邦訳 自然法にもとづく人間と市民の義務　京都大学出版会　近代社会思想コレクション18　翻訳者前田俊文
・De habitu christianae religionis ad vitam civilem